# Червоний приплив

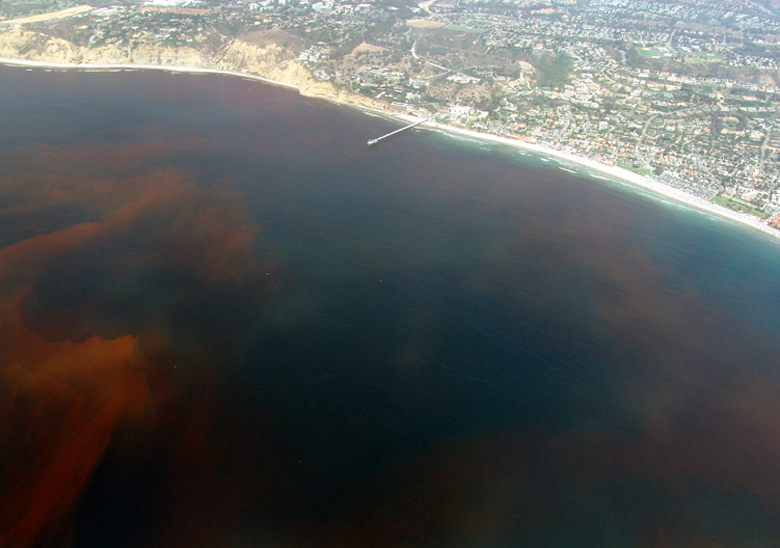
«Червоний приплив» біля узбережжя Ла-Хойя (Сан-Дієго, Каліфорнія).

Червоний приплив — загальноприйнята назва окремого випадку цвітіння води, викликаного спалахом чисельності морських динофлагелят.

## Пояснення явища
Морські водорості, особливо фітопланктон, одноклітинні, можуть утворити щільні, видимі смуги на поверхні води. Деякі види фітопланктону, такі як дінофлагеляти, містять фотосинтетичні пігменти, колір яких варіюється від зеленого до коричневого й червоного.
Коли концентрація морських водоростей висока, вода здається знебарвленою або темною, причому колір варіюється від пурпурного до майже рожевого, тоді як зазвичай вона блакитна або зелена. Не завжди велика концентрація водоростей призводить до зміни кольору, і не завжди квітуча вода червона. Крім того, червоні припливи не пов'язані з власне приливами, тому фахівці вважають за краще користуватися терміном «Цвітіння води».
Іноді червоні припливи пов'язані з виробництвом натуральних токсинів, які призводять до збіднення киснем або до інших небезпечних ефектів, і в загальному випадку описуються як шкідливе цвітіння водоростей. Найбільш важливі наслідки червоних припливів — пов'язана з ними загибель морських і прибережних видів риб, птахів, морських ссавців та інших організмів. Червоні припливи Флориди особливо небезпечні для морських організмів тим, що в них виробляється нейротоксин бреветоксин, джерелом якого стають морські водорості Karenia brevis

## Огляд

### Біблія
Ряд учених пов'язують з «червоним припливом» першу з «десяти кар єгипетських», які, згідно з Біблією, передували Виходу євреїв з Єгипту.